# Pour en finir avec le jugement de dieu
Pour en finir avec le jugement de dieu (deutsch: Schluss mit dem Gottesurteil) ist ein Radiokunstwerk von Antonin Artaud, das vom 22. bis 29. November 1947 in den Studios der Radiodiffusion française (RDF) aufgezeichnet wurde.

## Das Werk
Dieses Radiokunstwerk war ein Auftrag der Radiodiffusion Française. Die Texte wurden von Maria Casarès, Roger Blin, Paule Thévenin und dem Autor selbst gelesen. Die Begleitung bestand aus Schreien, Trommelschlägen und Xylophontönen, die ebenfalls von Artaud aufgenommen wurden. Das Stück wurde in 10 Einzelaufnahmen, welche später gemischt wurden, verwirklicht:
- Eröffnungstext
- Soundeffekte, welche übergehen in Textpassage vorgetragen von Maria Casarès
- The dance of the Tutuguri als Text
- Soundeffekte (Xylophon)
- La recherche de la fécalité vorgetragen von Roger Blin
- Soundeffekte, Schlägerei und Austausch zwischen Roger Blin und Antonin Artaud
- La question se pose de vorgetragen von Paule Thévenin
- Soundeffekte und Schrei von Antonin Artaud im Treppenhaus
- Fazit
- Finale Soundeffekte

## Verbot
Das Werk wurde am Abend vor seiner ersten Ausstrahlung durch Wladimir Porché, den Direktor der RDF, zensiert, und seine Ausstrahlung wurde verboten. Das Verbot der Sendung brachte empörte Reaktionen hervor, unter anderem von Seiten des Schriftstellers, Herausgebers und Verlegers Maurice Nadeau. Daraufhin wurde eine Ausstrahlung des Programms vor ausgewähltem Publikum angeboten, das sich aus Journalisten, Künstlern und Schriftstellern zusammensetzte. Der ungekürzte Text wurde schließlich Ende 1947 oder Anfang 1948 (undatiert) in einer heimlich erscheinenden Ausgabe der Zeitschrift „Niza“ veröffentlicht.